# Имангалиев, Асхат Салимович
Асхат Салимович Имангалиев — педагог, учёный, общественный деятель, доктор педагогических наук, профессор, «Отличник образования Республики Казахстан», «Заслуженный работник образования Республики Казахстан».

## Биография
Родился в городе Гурьеве.
С 1961 по 1971 год учился в средней школе им. А. С. Пушкина в г. Кульсары Жылыойского района Атырауского обл.
В 1971—1975 годах окончил Гурьевский педагогический институт, историко-филологический факультет по специальности «История». В 1982—1985 годах учился в аспирантуре НИИ педагогических наук им. Ы. Алтынсарина.

## Трудовая деятельность
1. 1975—1976 — преподаватель Гурьевского техникума железнодорожного транспорта
2. 1977—1979 — секретарь первичной комсомольской организации Гурьевского техникума железнодорожного транспорта
3. 1986—1989 — декан педагогического и историко-филологического факультета Гурьевского педагогического института
4. 1989—2000 — проректор по научной работе Гурьевского педагогического института
5. 2000—2008 — ректор университета АГУ им. Х.Досмухамедова
6. 1998—2011 — депутат Атырауского областного и городского маслихатов
7. 2011—2017 — ректор Западно-Казахстанского государственного университета имени М. Утемисова
8. С 2018 года советник ректора университета АГУ им. Х.Досмухамедова

## Научные, литературные труды
Автор более 100 научных публикаций, в том числе нескольких монографий и учебников
1. «Развитие идей валеологии и физического воспитания детей в казахской этнопедагогике»
2. «Прогрессивные идеи и опыт народного воспитания у казахов», «Педагогическая валеология»
3. «Валеология. Учебник для школ»
4. «Валеология. Учебник» и "Валеология "- электронный учебник для старшеклассников

## Награды и звания
1. Кандидат педагогических наук (1985)
2. Доктор педагогических наук (1999)
3. Доцент (1991)
4. Профессор (1997)
5. Орден «Парасат»
6. «Отличник образования Республики Казахстан»
7. «Почетный работник образования Республики Казахстан»
8. «За вклад в развитие науки Казахстана»
9. Юбилейная медаль «10 лет Независимости Республики Казахстан»
10. Юбилейная медаль «10 лет Конституции Республики Казахстан»
11. Медаль «За вклад в национальную безопасность»
12. Почетная грамота Правительства Республики Калмыкия за личный вклад в развитие сферы науки и образования в Республике Калмыкия, в укрепление дружбы между народами